# Isochariesthes lesnei
Isochariesthes lesnei es una especie de escarabajo longicornio del género Isochariesthes, tribu Tragocephalini, subfamilia Lamiinae. Fue descrita científicamente por Breuning en 1934.
Se distribuye por Kenia, Malaui, Mozambique, República Sudafricana, Tanzania, Zambia y Zimbabue. Mide aproximadamente 8,5-10 milímetros de longitud. El período de vuelo ocurre en los meses de marzo, noviembre y diciembre.